# 阿帕雷西达多埃斯特
阿帕雷西达多埃斯特是巴西圣保罗州的一个市镇。总面积179.069平方公里，总人口4577人，人口密度25.6人/平方公里。